# Cát lợn
Cát lợn, còn gọi là trư cát, trư sa cát lợn hay trứng vàng, là một loại sỏi mật lành tính được tích tụ theo thời gian trong cơ thể lợn, được dân gian đánh giá là có giá trị đối với y học. Nhưng trên thực tế trong đông y không sử dụng bất cứ vị thuốc nào từ dạ dày của lợn, hiện chưa có tài liệu, bằng chứng, thông tin chính thống nào nói về giá trị kinh tế cũng như y khoa của cát lợn.

## Đặc điểm
- Cát lợn được tích tụ theo thời gian, nên thường gặp ở lợn nái sinh sản lâu năm, có khối lượng đến vai trăm gram, có vị ngọt, tính mát, để khô có mùi thảo mộc (thuốc bắc). Có nhiều thông tin chưa được xác thực cho rằng Cát lợn có giá trị trong chữa bệnh nên có giá thành cao, từ vài trăm triệu đến hàng tỷ đồng. Tuy nhiên, cho đến nay vẫn chưa có những nghiên cứu, đánh giá cụ thể nào về những giá trị y học cũng như kinh tế mang lại của cát lợn.
- Ngoài lợn, ở một số loài vật khác cũng có hiện tượng kết tinh thành sỏi trong cơ thể và được cho là có giá trị y học như: sỏi mật trâu (ngưu hoàng), sỏi mật ngựa (mã bảo), sỏi mật khỉ (hầu táo), sỏi mật chó (cẩu bảo)...